# Pilham
Pilham – wieś i civil parish w Anglii, w Lincolnshire, w dystrykcie West Lindsey. W 2001 roku civil parish liczyła 76 mieszkańców. Pilham jest wspomniana w Domesday Book (1086) jako Pileham. To zawiera Gilby.